# Vi (Sundsvalls kommun)
 For alternative betydninger, se Vi. (Se også artikler, som begynder med Vi)
Vi er en by i Sundsvalls kommun i Västernorrlands län i landskapet Medelpad i Sverige. I 2010 havde den 6.834 (2023) indbyggere.
Vi ligger cirka ti kilometer nordøst for Sundsvall på vestsiden af  Alnön, ud til Alnösundet ved Alnöbroen til fastlandet.